# Poian
Poian es una comuna ubicada en el distrito de Covasna, Rumania.

## Superficie
Posee una superficie de 60,66 kilómetros cuadrados.

## Demografía
Hasta 2021 la población era de 1647 habitantes, con una densidad de población de 27,15 habitantes por kilómetro cuadrado.